# Fladnitz an der Teichalm
Fladnitz an der Teichalm – gmina w Austrii, w kraju związkowym Styria, w powiecie Weiz. Liczy 1818 mieszkańców (1 stycznia 2015).